# Dario Hrebak
Dario Hrebak (ur. 11 września 1981 w Bjelovarze) – chorwacki polityk, policjant i samorządowiec, poseł do Zgromadzenia Chorwackiego, przewodniczący Chorwackiej Partii Socjalliberalnej (HSLS).

## Życiorys
Absolwent kryminalistyki, którą ukończył w wyższej szkole policji w Zagrzebiu. Był funkcjonariuszem chorwackiej policji, w latach 2013–2015 kierował departamentem do spraw statusu cudzoziemców w administracji policji w Zagrzebiu. Dołączył do Chorwackiej Partii Socjalliberalnej, w 2012 objął funkcję jej wiceprzewodniczącego. W 2015 z ramienia koalicji skupionej wokół Chorwackiej Wspólnoty Demokratycznej uzyskał mandat deputowanego do Zgromadzenia Chorwackiego, który wykonywał do 2016. W tym samym roku powołany na sekretarza stanu w ministerstwie spraw wewnętrznych. W 2017 wygrał wybory lokalne na urząd burmistrza Bjelovaru (reelekcja w 2021 i 2025).
W 2019 stanął na czele HSLS. W 2020 z listy tworzonej przez socjalliberałów i HDZ ponownie został wybrany do chorwackiego parlamentu. W 2024 z powodzeniem ubiegał się o poselską reelekcję.